# Frank Amyot
Francis „Frank“ Amyot (* 14. September 1904 in Thornhill; † 21. November 1962 in Ottawa) war ein kanadischer Kanute.

## Erfolge
Frank Amyot, der Mitglied im Britannia Yacht Club war, nahm an den Olympischen Spielen 1936 in Berlin in zwei Disziplinen teil. Zuvor hatte er von 1929 bis 1935 sechsmal in Folge die kanadischen Meisterschaften im Kajak gewonnen. Seine Teilnahme war zunächst fraglich, denn die kanadischen Offiziellen weigerten sich, seine Reise nach Deutschland zu bezahlen. Sein Britannia Yacht Club brachte das Geld für die Reise schließlich in einer Kampagne auf. Auf der Regattastrecke Berlin-Grünau startete Amyot sowohl im Einer-Canadier als auch im Einer-Kajak, wobei er in letzterem früh ausschied. Er belegte in seinem Vorlauf mit 5:17,0 Minuten den siebten und letzten Platz, seine Zeit war dabei auch vorlaufübergreifend die langsamste von allen Teilnehmern. Das Rennen über die 1000-Meter-Distanz im Einer-Canadier verlief für Amyot dagegen perfekt. Das sechs Kanuten umfassende Teilnehmerfeld schloss er nach 5:32,1 Minuten Renndauer auf dem ersten Platz ab, womit er vor dem Tschechoslowaken Bohuslav Karlík und Erich Koschik aus Deutschland Olympiasieger wurde. Karlík erreichte 4,8 Sekunden nach Amyot das Ziel, Koschik ließ er 6,9 Sekunden hinter sich. Der Erfolg war umso außergewöhnlicher, da Amyot vor den Spielen keine Gelegenheit hatte, auf dem Canadier-Typ zu trainieren, der für die Olympischen Spiele verwendet wurde.
Nach den Spielen beendete er seine aktive Karriere und wandte sich dem administrativen Funktionärsteil im Sportbereich zu. Für seine Erfolge und Verdienste wurde Amyot 1949 in die Canadian Olympic Hall of Fame und 1955 in die Hall of Fame des kanadischen Sports aufgenommen. Während des Zweiten Weltkriegs diente er in der Royal Canadian Navy, bei der er bis zum Lieutenant Commander aufstieg. Im Anschluss an seine aktive Dienstzeit arbeitete er bis zu seinem Tod im Department of Veterans’ Affairs der kanadischen Regierung.